# Volin (Dakota del Sur)
Volin es un pueblo ubicado en el condado de Yankton en el estado estadounidense de Dakota del Sur. En el Censo de 2010 tenía una población de 161 habitantes y una densidad poblacional de 315,55 personas por km².

## Geografía
Volin se encuentra ubicado en las coordenadas 42°57′31″N 97°10′52″O / 42.95861, -97.18111. Según la Oficina del Censo de los Estados Unidos, Volin tiene una superficie total de 0.51 km², de la cual 0.51 km² corresponden a tierra firme y (0%) 0 km² es agua.

## Demografía
Según el censo de 2010, había 161 personas residiendo en Volin. La densidad de población era de 315,55 hab./km². De los 161 habitantes, Volin estaba compuesto por el 99.38% blancos, el 0% eran afroamericanos, el 0% eran amerindios, el 0% eran asiáticos, el 0% eran isleños del Pacífico, el 0% eran de otras razas y el 0.62% pertenecían a dos o más razas. Del total de la población el 0% eran hispanos o latinos de cualquier raza.